# 塞尔勒
塞尔勒，是匈牙利巴兰尼亚州所辖的一个村。总面积5.96平方公里，总人口150，人口密度25.2人/平方公里（2011年1月1日）。